# Abu Ghazala

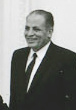
Abu Ghazala.

Mohamed Abd al-Halim Abu Ghazala, född 1930, död 2008, var en egyptisk militär och politiker.
Abu Ghazala deltog i alla egyptisk-israeliska krig 1949-73. Han var försvarsminister mellan 1980 och 1989 och biträdande premiärminister 1982-1989. Abu Ghazala gjorde sig även känd som militärpolitisk författare.